# 孟買地鐵
孟買地鐵是服务印度孟買和孟买大都会区的城市軌道交通系統，於2014年6月8日開始營運，共有3条线路正在运营，共有43座車站，里程46.4 km（28.8 mi）（截至2023年1月），是印度里程第六长的地铁系统。
孟买地铁系统另有8条线路兴建中，5条线路已获批，1条线路计划中。孟买地铁系统规划由14条地铁线路和1条孟买单轨列车线路组成，总长356.972（221.812英里），将设286座车站，总共投资8,217.2亿卢比 (12.76 十億)，由多方出资、融资建设。

## 建设及运营
孟买地铁各线路由多家企业运营：
- 1号线由孟买第一地铁私人有限公司（Mumbai Metro One Private Limited, MMOPL）运营，该企业由信实基建（英语：Reliance Infrastructure）（69%）、孟买大都会区发展局（英语：Mumbai Metropolitan Region Development Authority）（MMRDA，26%）和法国RATP Dev亚洲（英语：RATP Dev Asia）（5%）共同出资组建[6]；
- 2A号线、7号线由马哈孟买地铁运营有限公司（Maha Mumbai Metro Operation Corporation Limited，MMMOCL）运营。

建设方则包括：
- 2号线、4号线、5号线、6号线、7号线由孟买大都会区发展局建设；
- 3号线由孟买都会铁路有限公司（Mumbai Metro Rail Corporation Limited）拥有并建设。

## 历史
背景
在地铁开通前，孟买的公共交通主要由日运量700万人次的孟买市郊铁路和提供接驳功能的BEST巴士系统组成。随着人口增长，城市道路和铁路建设难以适应日益增长的出行需求，而作为主要出行方式的孟买市郊铁路，尽管覆盖面大，但并未按快速运输的模式设计。建设孟买地铁的目的，是保证孟买各地均能在1至2公里范围内得到高运量快速运输工具的覆盖，同时填补市郊铁路未能覆盖的地区。
原有规划
| 建设期               | 线路 | 走向                                  | 长度（公里） |
| -------------------- | ---- | ------------------------------------- | ------------ |

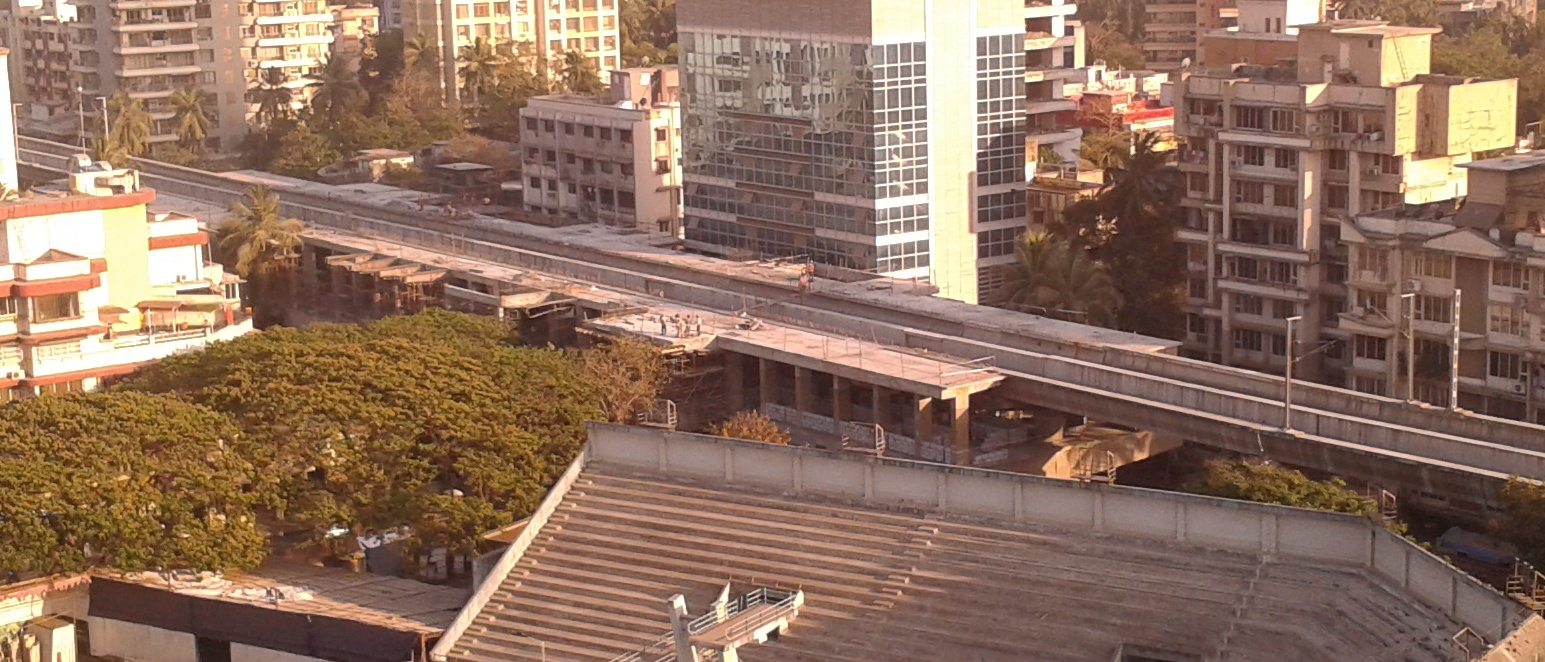
正在建设中的1号线阿扎德纳加尔站（2012年3月）

| 第一期 （2006–2011） | 1    | 维尔绍瓦-安泰里-加特科帕尔            | 11.07        |
| 第一期 （2006–2011） | 2    | 班德拉-库尔拉-曼胡德                  | 13.37        |
| 第一期 （2006–2011） | 3    | 科拉巴-班德拉-SEEPZ                   | 38.24        |
| 第二期 （2011–2016） | 4    | 查克-达希沙                           | 7.5          |
| 第二期 （2011–2016） | 5    | 加特科帕尔-穆伦德                     | 12.4         |
| 第三期 （2016–2021） | 6    | 班德拉库拉综合体-坎朱玛格（途经机场） | 19.5         |
| 第三期 （2016–2021） | 7    | 班德拉东-达希沙东                     | 16.5         |
| 第三期 （2016–2021） | 8    | 胡塔特玛广场-加特科帕尔               | 21.8         |
| 第三期 （2016–2021） | 9    | 塞维里-帕巴德维                       | 3.5          |

2004年，孟买大都会区发展局（MMRDA）提出全长146.5公里的地铁总规划，其中32公里为地下敷设。线路分三期建设，预计总投资1952.5亿印度卢比。2009年9月，原规划中的胡塔特玛广场-加特科帕尔线缩短为胡塔特玛广场-卡纳克堤坝。
1号线
维尔绍瓦-安泰里-加特科帕尔线（1号线）成为孟买落实的第一条地铁线路。2006年6月，时任印度总理曼莫汉·辛格主持孟买地铁第一期计划奠基仪式，不过线路建设在2008年2月才正式启动。1号线在2013年5月成功试运行，2014年6月8日正式开通，成为孟买地铁首条线路。孟买地铁1号线采用PPP模式运营，由孟买第一地铁私人有限公司（MMOPL）建设和运营，该企业由代表政府的MMRDA和信实基建等企业共同出资，相关协议于2007年3月签署。
社会资本运营模式
采用PPP模式的1号线工程曾多次延期，最终建成后超支70%。2014年11月，MMRDA决定地铁2号线将不再由社会资本运营，而包括2号线在内的所有新线路，将由孟买都会铁路有限公司（Mumbai Metro Rail Corporation Limited, MMRCL）建设和运营，该公司由邦政府和中央政府共同出资。
规划调整
2012年7月，MMRDA宣布在线网规划中增加线路，包括一条班德拉-达希沙、平行于孟买西部高速公路的线路，以减轻市郊铁路西线和高速公路的运输压力。另一条计划线路则为全长30公里的瓦达拉-卡萨尔瓦达瓦里线，连接孟买市区和塔那。后者在2013年获得邦政府原则同意。MMRDA也计划将孟买单轨列车纳入地铁规划之中。调整后的线网规划总里程达到160公里。
2014年6月，MMRDA提出3条近期实施的线路建设规划，加上当时已开通的1号线，线网规模达到114.1公里：
- 科拉巴-班德拉-SEEPZ（英语：Line 3 (Mumbai Metro)）线（3号线）；
- 达希沙-班德拉-曼胡德线（2号线）；
- 瓦达拉-塔那-卡萨尔瓦达瓦里线（4号线）。

在新的印度人民党邦政府上台后，2015年5月，MMRDA表示已启动安泰里-达希沙线和SEEPZ-坎朱玛格的规划工作，两条线均为高架线路，但若3号线延长至坎朱玛格的区段落实，SEEPZ-坎朱玛格线将可能改为地下线。两条线路的项目详细报告已在2004年完成，MMRDA将更新报告。MMRDA也考虑建设连接塞维里和沃利的9号线，但该项目要在孟买跨海港通道开工后才会开始规划。
2015年6月，MMRDA提出在线路建设规划中新增4条线路，均为高架线：
- 安泰里东-达希沙东线，全长18公里；
- 安泰里西-达希沙西线，全长18公里；
- JVLR（英语：Jogeshwari–Vikhroli Link Road）-坎朱玛格（英语：Kanjurmarg）线，全长12公里；
- 班德拉库拉综合体（英语：Bandra Kurla Complex）-曼胡德（英语：Mankhurd）线，全长12公里。

2015年7月，邦政府开始委托德里都会铁路公司参与孟买地铁总规划的修订和更新，并制定安泰里东-达希沙东线、安泰里西-达希沙西线、JVLR-坎朱玛格线和班德拉库拉综合体-曼胡德线的项目详细报告。
2017年4月8日，政府宣布正在考虑建设一条沿卡良-东比夫利-塔洛亚布设的地铁环线，全长15公里。
2号线
原有规划中的班德拉-库尔拉-曼胡德线和查克-达希沙线被整合为达希沙-班德拉-曼胡德线（2号线）实施。2号线项目于2009年8月启动，原定采用BOT模式建设，但相关合约在2014年11月终止，2号线改为政府主导的MMRCL公司建设和运营。
2号线拆分成2A线和2B线分期实施，其中2A线（达希沙-DN纳加尔）于2015年10月获批，2B线（DN纳加尔-曼胡德）在2016年9月获批。2022年4月2日，2A线一期（达希沙东站至达哈努卡瓦迪站）正式开通，2A线剩余区段在2023年1月20日开通。
3号线
2011年，MMRDA提出调整科拉巴-班德拉-SEEPZ线（3号线）的规划。原规划中，科拉巴-班德拉段长20公里，其中科拉巴-马哈拉克西米段为地下段，长10公里。为了提高线路客流，MMRDA决定让线路绕经贾特拉帕蒂·希瓦吉·马哈拉杰国际机场。调整后，线路全长33.5公里，将成为孟买地铁第一条地下线路，设站27座。2012年2月27日，中央政府原则同意实施3号线规划。
4号线
2014年6月，MMRDA开始考虑建设连接孟买市区和塔那的地铁线路，走向为瓦达拉-加特科帕尔-提恩哈斯纳卡（Teen Hath Naka），全长32公里，该线即4号线。
7号线
2022年4月2日，7号线一期（达希沙东站至艾瑞站）正式开通，剩余区段在2023年1月20日开通。
2020年临时关闭
受到2019冠状病毒病疫情影响，孟买地铁在2020年3月至10月19日间临时关闭。

## 运营线路
| 蓝色 | 1号线 | 2014年6月8日 | 2014年6月8日  | 11.4 | 12 | 维尔绍瓦站 | 加特科帕尔站 |  |  |  |
| 黄色 | 2A线  | 2022年4月2日 | 2023年1月19日 | 18.6 | 17 | 达希沙东站 | 安泰里西站   |  |  |  |
| 红色 | 7号线 | 2022年4月2日 | 2023年1月19日 | 16.5 | 14 | 达希沙东站 | 贡达瓦利站   |  |  |  |
| 总计 | 总计  | 总计         | 总计          | 46.4 | 43 |            |              |  |  |  |

## 使用車輛

### 1号线
1号线列车由中车南京浦镇车辆（当时为南车浦镇）提供，为4节编组，共有18组，列车宽度在中国A型地铁列车的基础上加宽20厘米，每节车厢额定载客375人。列车为交流25kV接触网供电。
参与竞标的其他企业有川崎重工业、阿尔斯通、西门子、庞巴迪。南车浦镇于2008年5月获得列车合约，总价60亿卢比。首批共16组列车在2010年3月运抵孟买。

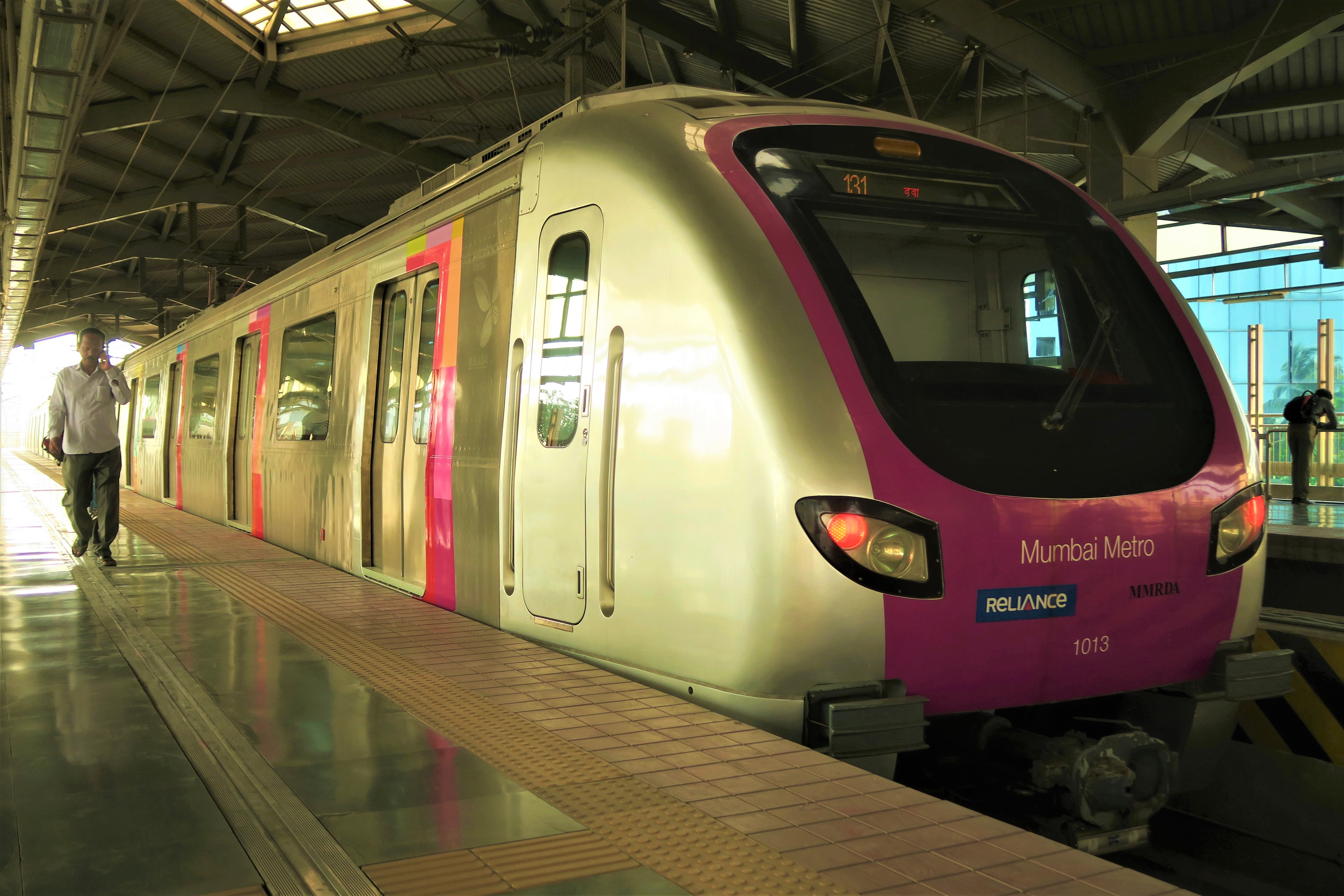
1号线列车
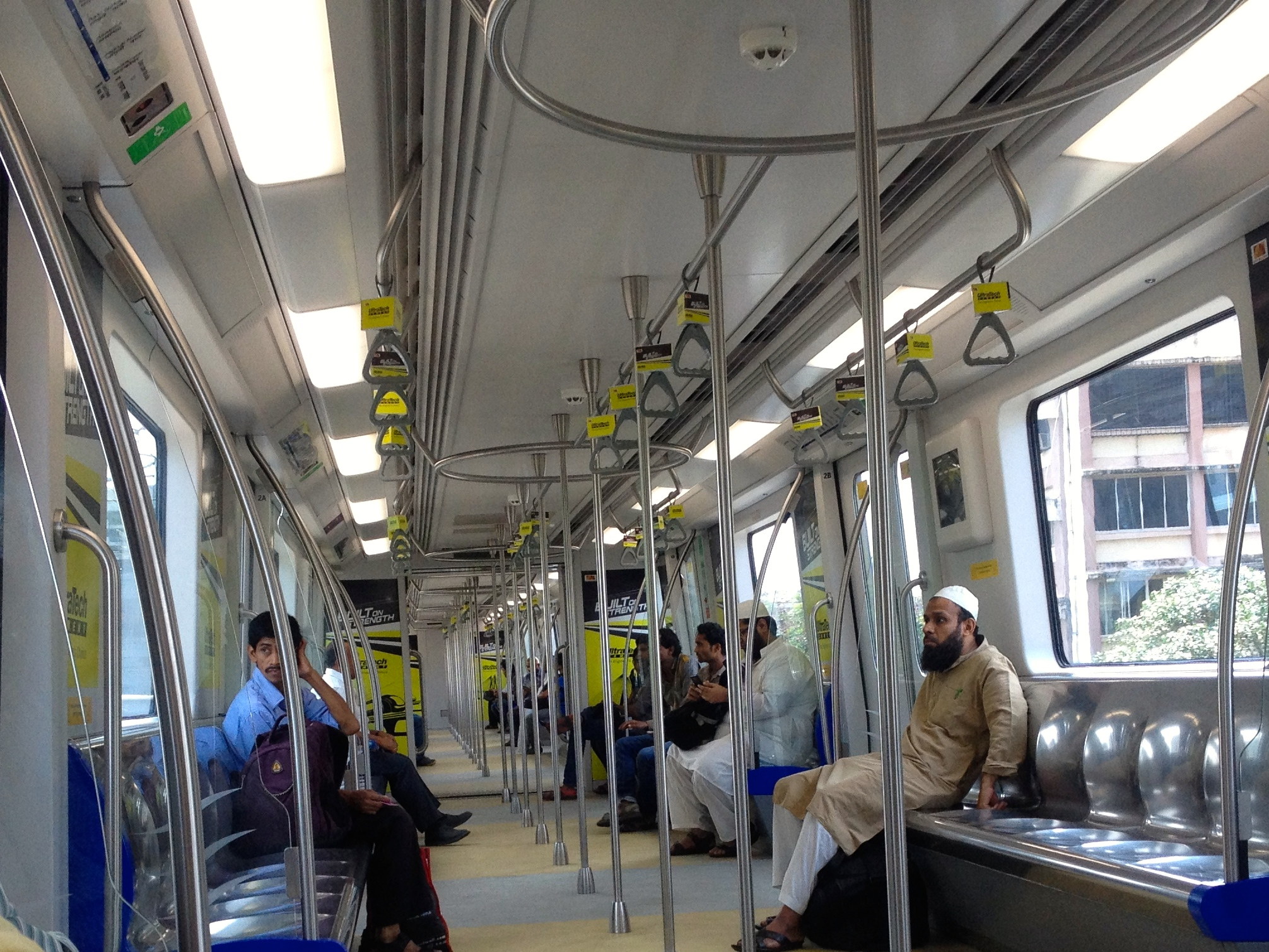
列车内饰

### 3号线
2018年，阿尔斯通获得孟买地铁3号线列车的合约，合约总价为3.15亿卢比，将提供31组8编组列车，最大载客量约3000人，使用UTO无人驾驶模式。列车在阿尔斯通的印度安得拉邦斯里城工厂制造。

### 2号线和7号线
2号线和7号线列车由印度BEML公司制造，为6节编组，分为三批（第一批63组，第二批21组，第三批12组），列车宽度为3.2米，为交流25kV接触网供电，每节车厢最大载客量达300人，列车可实现无人驾驶。
2018年，印度BEML公司获得孟买2号线和7号线列车的合约，第一批总价301.5亿卢比，第二批和第三批的合约分别在2019年、2020年公布，总价分别为83.4亿卢比和50.1卢比。列车在BEML的班加罗尔工厂制造，首列车在2021年1月27日运抵。

### 4号线
2021年1月，庞巴迪运输获得孟买地铁4号线列车合约，供应234节地铁车厢，均为6节编组，但由于项目延误，合约在2022年3月取消。

## 外部連結
- 官方網站（页面存档备份，存于） （英文）
- Mumbai Metro Rail Project - MMRDA site
- Mumbai Metro blog site（页面存档备份，存于）
- Mumbai Metro map with proposed lines
- Mumbai Metro Google Mashup
- Mumbai Metro unofficial magazine